# Communauté de communes du pays de Bâgé
La communauté de communes du pays de Bâgé est une ancienne communauté de communes située dans l'Ain et regroupant neuf communes.

## Historique
- 31 décembre 1997 : Création
- 27 juillet 1998 : Compétences optionnelles : ajout de études liées à l'élaboration du programme local de l'habitat
- 1er septembre 2000 : Modification de compétences
- 1er septembre 2000 : Rajout mobilier et matériel pédagogique spécifique pour actions menées au sein du RASE, participation aux travaux de restructuration du CES Poulnard. Participation aux frais de transport pour les manifestations sportives des équipes de jeunes
- 29 décembre 2000 : Modification des compétences de la partie 1-2 action de développement économique
- 29 janvier 2001 : Extension de compétences
- 2 juillet 2001 : Extension des compétences à l'organisation de l'accueil de la petite enfance
- 12 octobre 2001 : Modifications des compétences et extension
- 12 octobre 2001 : Le bureau est composé de neuf membres dont le président et un ou plusieurs vice-présidents
- 13 avril 2006 : Extension des compétences
- 21 septembre 2006 : Modification des compétences
- 1er janvier 2017 : disparition à la suite de la fusion avec la communauté de communes du canton de Pont-de-Vaux donnant naissance à la communauté de communes du Pays de Bâgé et de Pont-de-Vaux[2].

## Composition

Communes du pays de Bâgé.

Elle est composée des communes suivantes :
| Nom                    | Code Insee | Gentilé      | Superficie (km2) | Population (dernière pop. légale) | Densité (hab./km2) |
| ---------------------- | ---------- | ------------ | ---------------- | --------------------------------- | ------------------ |
| Bâgé-le-Châtel (siège) | 01026      | Bagésiens    | 0,88             | 881 (2014)                        | 1 001              |
| Asnières-sur-Saône     | 01023      | Asniérois    | 4,68             | 66 (2014)                         | 14                 |
| Bâgé-la-Ville          | 01025      | Bagésiens    | 39,68            | 3 177 (2014)                      | 80                 |
| Dommartin              | 01144      | Dommartinois | 17,19            | 888 (2014)                        | 52                 |
| Feillens               | 01159      | Feillendits  | 14,91            | 3 225 (2014)                      | 216                |
| Manziat                | 01231      | Manziatis    | 12,63            | 1 976 (2014)                      | 156                |
| Replonges              | 01320      | Replongeards | 16,60            | 3 662 (2014)                      | 221                |
| Saint-André-de-Bâgé    | 01332      | Bagésiens    | 2,70             | 726 (2014)                        | 269                |
| Vésines                | 01439      |              | 3,88             | 100 (2014)                        | 26                 |

## Compétences
- Hydraulique
- Traitement des déchets des ménages et déchets assimilés
- Protection et mise en valeur de l'environnement
- Activités sanitaires
- Action sociale
- Création, aménagement, entretien et gestion de zone d'activités industrielle, commerciale, tertiaire, artisanale ou touristique
- Action de développement économique (Soutien des activités industrielles, commerciales ou de l'emploi, Soutien des activités agricoles et forestières...)
- Tourisme
- Construction ou aménagement, entretien, gestion d'équipements ou d'établissements culturels, socioculturels, socio-éducatifs, sportifs
- Activités péri-scolaires
- Schéma de cohérence territoriale (SCOT)
- Création et réalisation de zone d'aménagement concertée (ZAC)
- Aménagement rural
- Programme local de l'habitat
- Politique du logement non social
- Opération programmée d'amélioration de l'habitat (OPAH)
- Autres

## Pour approfondir